# Municipio de Greensburg (Ohio)
El municipio de Greensburg (en inglés: Greensburg Township) es un municipio ubicado en el condado de Putnam en el estado estadounidense de Ohio. En el año 2010 tenía una población de 1397 habitantes y una densidad poblacional de 17,85 personas por km².

## Geografía
El municipio de Greensburg se encuentra ubicado en las coordenadas 41°2′27″N 84°10′52″O / 41.04083, -84.18111. Según la Oficina del Censo de los Estados Unidos, el municipio tiene una superficie total de 78.28 km², de la cual 78,02 km² corresponden a tierra firme y (0,33 %) 0,26 km² es agua.

## Demografía
Según el censo de 2010, había 1397 personas residiendo en el municipio de Greensburg. La densidad de población era de 17,85 hab./km². De los 1397 habitantes, el municipio de Greensburg estaba compuesto por el 98,64 % blancos, el 0,07 % eran asiáticos, el 1 % eran de otras razas y el 0,29 % eran de una mezcla de razas. Del total de la población el 1,72 % eran hispanos o latinos de cualquier raza.